# 伊織もえ
伊織 もえ（いおり もえ、1月24日 - ）は、日本のコスプレイヤー、グラビアアイドル、ストリーマー、ラジオパーソナリティ、YouTuber。

## 概要
コスプレイヤーを中心に、グラビアやラジオパーソナリティー、ゲーム配信者など多岐に渡り活動しており、総SNSフォロワー数は500万人を超える（2025年1月現在）。

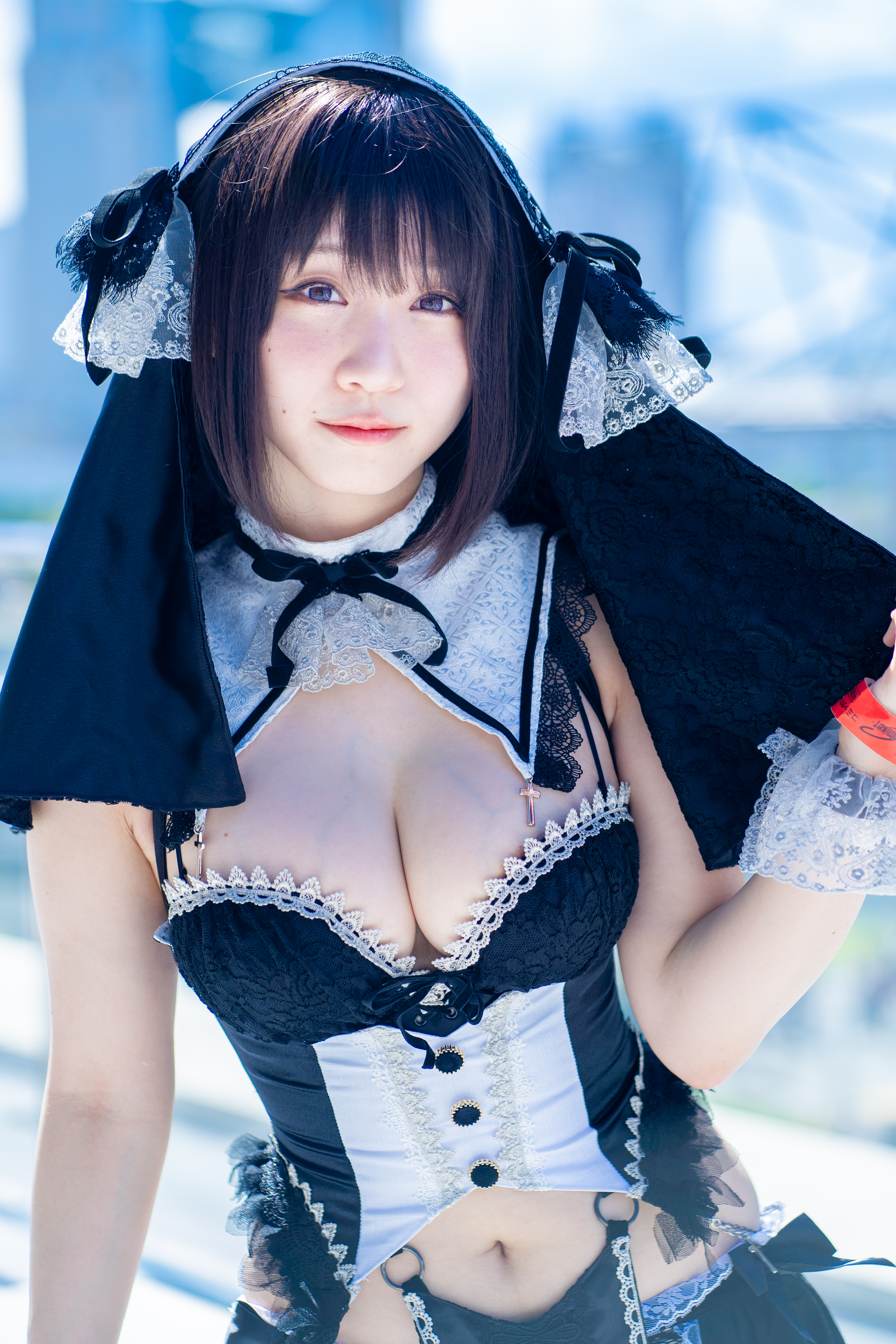
コミケ102にて（2023年8月12日撮影）

台北市政府に招待されるほど台湾では人気があり、東京コミコンのPR大使やシンガポール最大級のイベント『AFA』にてのアンバサダー、マレーシアのLaLaportとコラボやその他多くの海外イベントに呼ばれるなど国内外で活躍している。
『CRカップ』や『えぺまつり』『配信者ハイパーゲーム大会』などの、大規模オフラインイベントにも女性ストリーマーとして出演している。Apex LegendsやVALORANTなどを始めとしたeSportsのイベントでもプロ選手に混ざってプレイするほどの腕前である。
『伊織もえの電脳らじお』(InterFM)が5年目に突入。
2021年4月より、PPエンタープライズに所属していたが、2023年8月に退所を発表し、自身の個人事務所「とてもかわいい株式会社」に所属を戻した。

## 人物
ファン想いで知られている。小さい頃は引っ込み思案で人見知りだった。教科書を読むように当てられた時も恥ずかしくて読めないほどだったが、コスプレを始めて人と話す機会が増え、性格が明るくなったという。
毎年ファンへの感謝としてバレンタインイベントを企画、来てくれたファンに手渡しでチョコを配るという活動を行っている。
漫画についての造詣が深いことで知られ、Kindleだけで4000冊、電子コミックなどでも3000冊以上漫画を所持しており、数々の漫画大賞の審査員などを担当している。
努力家ではあるが、頑張ったことを自分の中で「頑張った」と思わないようにしており、その理由として「「すごく頑張った」と思ってしまうと、そこで一段落ついてしまう気がして、努力したとか勉強したと思っても、頑張ったなとは思わないようにしています。」と発言している。
趣味はディスクドッグ、キャンプ。特技は裁縫、華道、茶道。

## コスプレイヤーとして
両親に連れられ参加したコミックマーケットでコスプレ文化と初めて出会う。イベントでの自作コスプレがきっかけとなり、公式のフィギュア企画が立ち上がる。公式のステージに呼ばれ公式コスプレイヤーに任命されるなど、自作したコスプレでの活動が多い。コスプレ衣装の製作では睡眠時間を削ることも多いが、泥臭さも含めて楽しいと口にしている。本人の衣装のこだわりはシルエット。
コスプレが仕事として成立するためにはどうするべきかという質問に対し、「一番大切なことは、コスプレしているキャラクターとそのシリーズを常に尊重し、キャラクターに対するモチベーションと情熱を育て、それを使ってクリエイターと協力すること。権利者の協力無しでは仕事としては成立しない」と答えている。
ヤングガンガン(2019年10月18日発売号)にて漫画『その着せ替え人形は恋をする』（着せ恋）とコラボした表紙・巻頭グラビアに出演、その後も同作とコスプレのコラボを行い、同作の大規模展示会『着せ恋展』では当人が制作した衣装も飾られている。
『Re:ゼロから始まる異世界生活』『東京リベンジャーズ』や『その着せ替え人形は恋をする』、『僕の心のヤバイやつ』などの有名作品でも連載初期から現在までプロモーションに携わっており、雑誌ではコスプレコラボなどで頻繁に表紙に登場している。

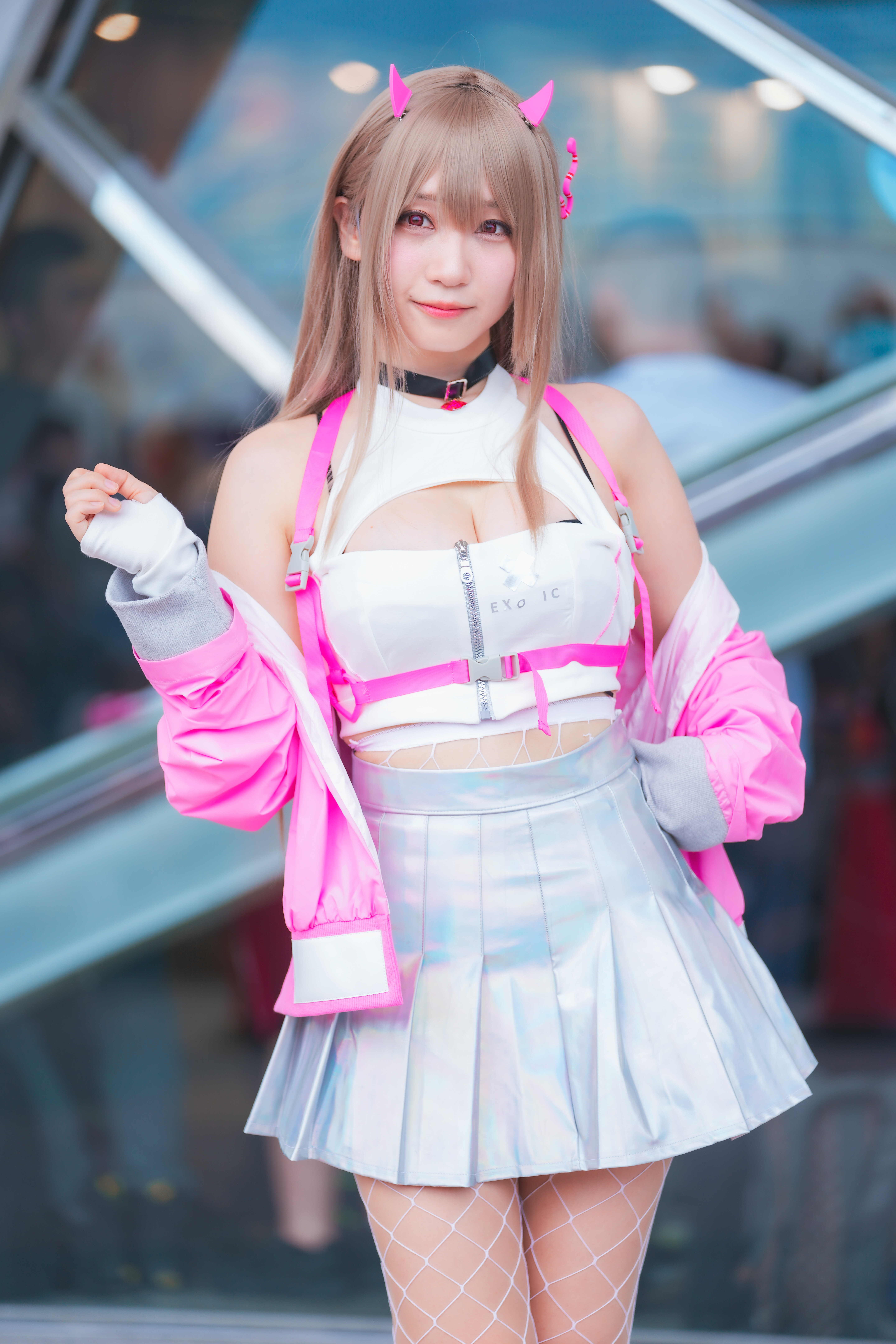
勝利の女神:NIKKEバイパーのコスプレ

## グラビアアイドルとして
2018年に週刊ヤングジャンプでグラビアアイドルとしてデビュー。2024年12月時点で既に150冊以上の表紙を飾っており、平均すると週に一度は雑誌の表紙を飾っている。
元々グラビアが好きで月に10冊写真集を買う時期があった。現在でも自らスタジオ、衣装、撮影などのセッティングを行い、レタッチから印刷まで全てを行っていた。商業誌でも自分でスタイリング・メイクをすることがある。
2019年度の週刊ヤングジャンプ表紙登場で売り上げ1位を記録。
2022年9月までの4年間に累計で雑誌表紙100冊を達成。同月100冊の表紙や衣装などを展示した「#きゅるん 伊織もえ展」を渋谷タワーレコードにて開催。1万人に及ぶファンが来場した。

## 配信者として

### YouTuberとして
新型コロナウイルス感染症流行をきっかけに、週末の外出自粛（自身はこの時期に刺繍を始めた）をファンに呼びかけるためYouTubeで日曜日限定の生配信を開始した。時にはゲームの生配信も行うようになっていたものの、YouTubeを運営するGoogleによって警告無しで突如チャンネル自体が削除されることとなった。YouTubeの規約違反に心当たりはなく削除された理由は不明だったが、2021年2月12日に突如チャンネルが削除前の状態に戻った。

### ストリーマーとして
現在はTwitchを中心に活動している。好きなゲームは、FPS、モンスターハンター、Overwatch、DEAD BY DAYLIGHT、Apex Legends、VALORANT、アプリゲームなど様々な配信を行っている。
頻繁に様々なホラーゲームの実況配信を行っており、普段とは違い冷静に対処していく様子を見せる。
Twitchのウォッチパーティー機能を使い、映画同時視聴企画『萌曜ロードショー』を配信。「グレイテストショーマン」「インターステラー」「ハリーポッター」など映画を伊織による独自の視点からのトークで同時視聴を行っていたが、2024年3月同機能のサービス終了に伴い企画が終了。その後多くのファンからの要望があり、本物の映画館を借りて「シェフ 三つ星フードトラック始めました」を上演しながらリアルでの『萌曜ロードショー』の開催を行なった。

## ラジオパーソナリティとして
2019年4月6日よりTBSで放送された『いちごとレモンとマスカット ～伊織もえとAIによるお悩み相談番組～』で、自身初となる冠番組を務める。
2020年10月よりInterFMにて1時間生放送にて、アニメ漫画ゲームをテーマの中心とした番組「伊織もえのCHUCHUチューズデイ ~夜ふかしラジオ~」通称もえちゅの放送が開始される。

## 出演
映画
- ビューティフルドリーマー（2020年） - イオリモエ 役
- 映画 賭ケグルイ 絶体絶命ロシアンルーレット（2021年） - モエ美 役
- 東京リベンジャーズ（2021年） - キャバ嬢 役

TVCM
- EARTH DEFENSE FORCE: IRON RAIN（2019年4月11日、ディースリー・パブリッシャー）
- 袋のままできるオムライス（2020年2月28日、日本ハム）
- ゲームオブファミリア（2020年3月5日、KADOKAWA）
- OSMO POCKET（2019年3月14日、DJI） - プロモーションムービー出演
- Echocalypse -緋色の神約-（2022年10月28日）
- 東京コミコン2023
- 東京コミコン2024

MV
- ASCA 「CHAIN」（2020年1月18日）
- XIIX「Halloween Knight」（2020年）

舞台
- 舞台『AGASA-アガサ-』完璧な殺人鬼（2024年12月11日）

ファッション
- KANSAI COLLECTION2021 A/W（2021年9月5日、京セラドーム大阪） - 出演

書籍
- wrap the BOOBs 2（2018年5月2日、一迅社、撮影：須崎祐次）
- ぼくともえ（2019年1月22日、講談社）
- 内緒話（2021年10月1日、秋田書店）
- 伊織もえ✕僕の心のヤバイやつコラボ写真集（2022年8月8日、秋田書店）

公式コスプレ
- FFBE フィーナ　（2018年12月2日、スクエア・エニックス）
- 姉なる者 千夜（2018年12月15日、株式会社リボルブ）
- 魔女兵器 バイジュウ（2019年9月14日、DMM GAMES）
- ライザのアトリエ ライザリン・シュタウト（2019年9月15日、コーエーテクモゲームス）
- Re:ゼロから始める異世界生活 エミリア（2019年11月9日、KADOKAWA）
- アークナイツ　アーミヤ、テキサス、W、エフイーター、ケルシー（2020年1月8日、Yostar）
- とある魔術の禁書目録 幻想収束（イマジナリーフェスト）（2020年1月20日、角川ゲームス）
- 東京リベンジャーズ　マイキー　(講談社)
- NIKKE マリアン、ラピ、ドロシー、バイパー　（Level Infinite）
- Tower of Fantasy　クローディア　　（Level Infinite）
- Sランクモンスターの《ベヒーモス》だけど、猫と間違われてエルフ娘の騎士として暮らしてます　アリア　（白泉社）　
- パラレルパラダイス　ルーミ、リリア、リーメアリー　(岡本 倫)
- ホロライブ　白銀ノエル
- 機動戦士ガンダム　コラボグラビア　ガンダムモチーフ衣装・ドムモチーフ衣装　（ヤングジャンプ）
- Fate stay/night　アーサー、間桐桜　（TYPE-MOON）
- その着せ替え人形は恋をする　喜多川海夢　（スクエア・エニックス）
- ２.５次元の誘惑　リリサ、リリエル　（集英社）
- アーテリーギア
- 鳴潮　オリエ　（KURO GAMES）
- 鈴蘭の剣　マイサ　（XD Entertainment ）
- Go!Go!マフィン　魔法使い　（XD Entertainment ）
- アッシュエコーズ　白鳥梓　（UJOYGAMES ）
- アズールレーン　愛宕、吾妻　（YoStar）
- 魔法少女にあこがれて　マジアベーゼ　（KADOKAWA）
- GIGANT　パピコ　（ビッグコミックスペリオール　小学館）
- インフェクション　きらら（磯波きらら）、らぎ姉（木皿儀千佳）、榎並先輩　（講談社）
- 僕のこころのヤバイやつ　山田杏奈　（秋田書店）
- 天野めぐみはスキだらけ！　天野めぐみ　（小学館）
- 冤罪執行遊戯ユルキル　莇リナ　（イザナギゲームズ）
- Echocalypse -緋色の神約-　白羽の少女　(YOOZOO)
- 桃源暗鬼　コラボグラビア　（少年チャンピオン　秋田書店）
- 冴えない彼女の育て方　加藤恵　（KADOKAWA）
- VALORANT　キルジョイ、ネオン　（RIOT GAMES）

TV番組・ラジオ・イベント
- 彼が僕に恋した理由　ドラマスペシャル

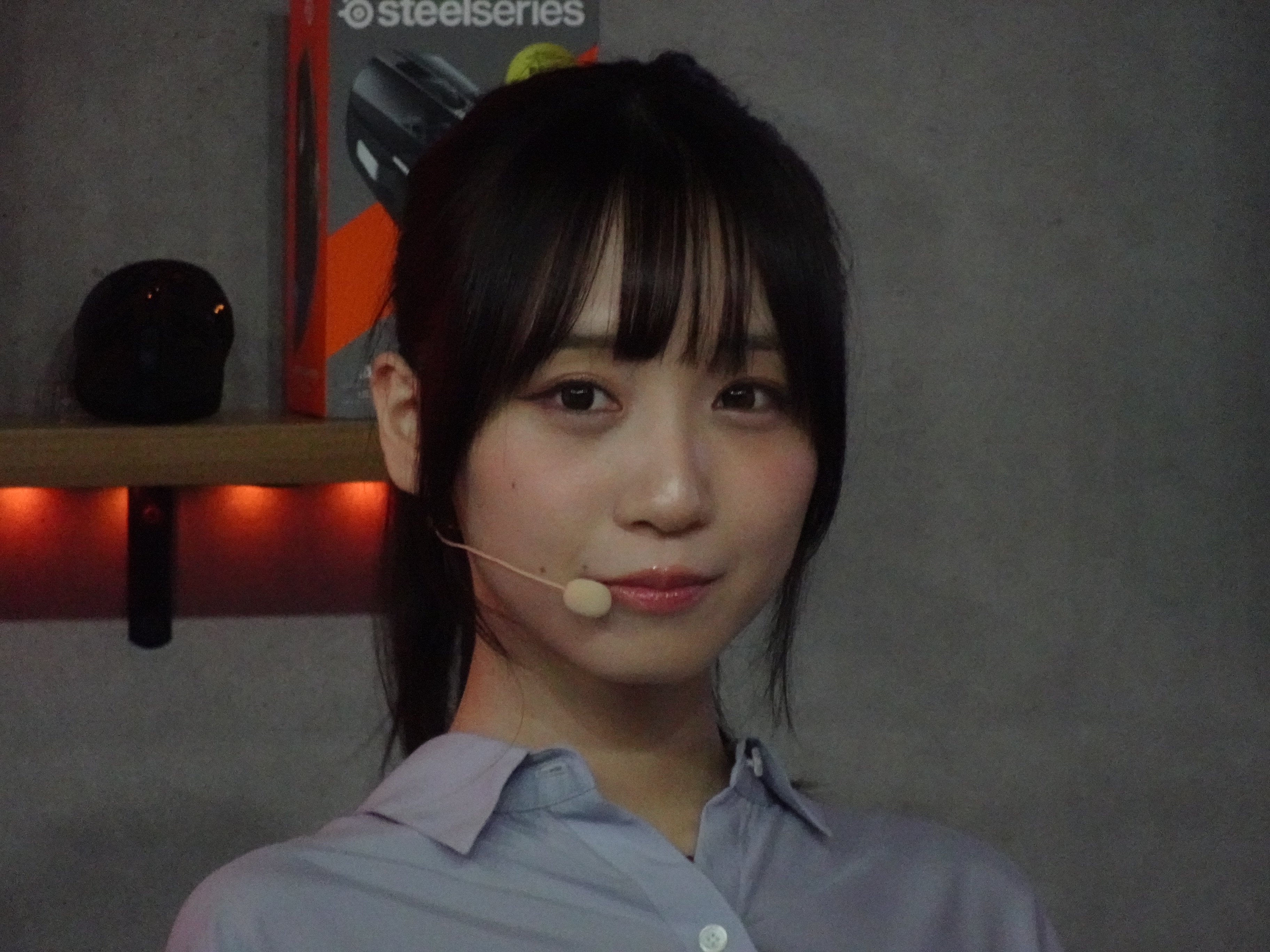
東京ゲームショウ2024「OooDa&伊織もえ ～ゲームの学校～ステージ」での伊織もえ(2024年9月29日撮影)

- 警視庁・捜査一課長season5 第3話（2021年4月29日、テレビ朝日） - 伊織もえ 役
- 武士スタント逢坂くん! 第5話（2021年8月23日、日本テレビ） - 淫魔ちゃん 役
- ドメスティックな彼女（2019年） - 次回予告撮影協力
- その着せ替え人形は恋をする（2022年） - 協力
- 新shock感（テレビ東京） - 複数回
- いちごとレモンとマスカット ～伊織もえとAIによるお悩み相談番組～（2019年4月6日 - 9月28日、TBSラジオ） - メインパーソナリティ、初冠番組
- アフター6ジャンクション（2019年9月30日、TBSラジオ、） - ゲスト
- 赤江珠緒 たまむすび（2019年9月30日、TBSラジオ） - 「コミックシーモア presents みんなが選ぶ!電子コミック大賞 2020・2021」スペシャルナビゲーター
- キリン一番搾りOne More Pint! ブラザートム（2019年11月1日、FM NACK5） - ゲスト
- ライムスター宇多丸とマイゲーム・マイライフ（2019年12月26日、TBSラジオ） - ゲスト
- TOKYO SPEAKEASY（TOKYO FM）
  - 2020年5月7日 - 菅本裕子と対談
  - 2023年7月18日 - 常連客（火曜日レギュラー）の落合陽一と対談

- 伊織もえのCHUCHUチューズデイ〜夜ふかしラジオ〜（2020年10月6日 - 2023年3月28日、interfm） - メインパーソナリティ、2本目の冠番組
- 伊織もえのACGライブちゅう！（2023年4月4日 - 2024年6月25日、interfm） - 番組名リニューアル
- 伊織もえの電脳らじお（2024年7月2日 - 、interfm） -番組名リニューアル
- 阿佐ヶ谷姉妹のおばさんだってできるわよ（2019年11月26日、日本テレビ）
- 配信者ハイパーゲーム大会（2023年3月25日・26日、OPENREC.tv）
- 第2回配信者ハイパーゲーム大会（2024年3月16日・17日、OPENREC.tv）
- 東京ゲームショウ2024・幕張メッセホール5のUjoy Gamesブースでの『アッシュエコーズ』ステージイベント（2024年9月28日）
- 東京ゲームショウ2024・幕張メッセホール6のハピネットブース「東方幻想麻雀 TGSスペシャル対局 ～野田クリスタル・伊織もえが強敵に挑む！～」（2024年9月28日）
- 東京ゲームショウ2024・幕張メッセホール2のIntelブース「EVOTOP スペシャルステージ」（2024年9月29日）
- 東京ゲームショウ2024・幕張メッセホール2のSteelSeriesブース「OooDa&伊織もえ ～ゲームの学校～ステージ」（2024年9月29日）
- 東京コミコン2023 PR大使
- 東京コミコン2024 PR大使